# Supercoppa italiana 2021 (beach soccer)
La Supercoppa italiana 2021 si è disputata l'11 luglio 2021 a Cirò Marina. 
È stata la diciassettesima edizione di questo trofeo ed è stata vinta dal Catania per la quinta volta (record assoluto del trofeo).

## Partecipanti
| Squadre        | Qualificazione                    |
| -------------- | --------------------------------- |
| Sambenedettese | Vincitore della Serie A 2019      |
| Catania        | Vincitore della Coppa Italia 2019 |

## Tabellino
| Arbitro: | Innaurato, Longo, Marton |

| |            | |
| Moran 7tt’ | Marcatori  | 2pt’ Be Martins 4st’, 3tt’ Zurlo 6tt’ (aut.) Eudin                                                     |
| Del Mestre Miceli Bassi De Masi Eudin Pedro Moran Percia Montani De Baptistis Ganzetti Addarii Mascaro Sirico Chiodi | Formazioni | Paterniti Ramacciotti Palazzolo Corosiniti Zurlo Gori Sciacca Bernardo Bokinha Be Martins Fred Battini |
| Di Lorenzo | Allenatori | Marrucci                                                                                               |